# Didier Schmidt
Pour les articles homonymes, voir Schmidt.
 Didier Schmidt, né le 25 mars 1967 à  Sainte-Croix-en-Plaine, est un skieur alpin français.

## Biographie
Il est originaire des Vosges et est membre de l'équipe de France de ski alpin de 1984 à 1994.
En décembre 1988, il obtient son meilleur résultat en coupe du monde en prenant la 11e place du slalom de Madonna di Campiglio. En février 1989, aux championnats du monde à Vail, il se classe 11e du combiné (meilleur français).
En 1991, il est sacré Champion de France de slalom.
En 1998, avec Sébastien Amiez, il lance la marque de vêtements Tricolor.
En 2010, il est l'entraineur de l'équipe marocaine de ski alpin des jeux olympiques 2010 de Vancouver.
À partir de 2017, il rejoint comme entraineur la structure privée S-team Ski racing dirigée par Lionel Finance,.

## Palmarès

### Championnats du monde
| Épreuve / Édition  | Slalom  | Combiné |
| Mondiaux 1989 Vail | Abandon | 11e     |

### Coupe du monde
- Meilleur classement général : 86e en 1989.
- Meilleur classement de slalom : 30e en 1989.

- Meilleur résultat sur une épreuve de slalom : 11e à Madonna di Campiglio le 11 décembre 1988

#### Classements
| Saison / Épreuve | Saison / Épreuve | Général | Général | Slalom | Slalom |
| ---------------- | ---------------- | ------- | ------- | ------ | ------ |
| Saison / Épreuve | Saison / Épreuve | Class.  | Points  | Class. | Points |
| 1988-1989        | 1988-1989        | 86e     | 5       | 30e    | 5      |
| 1992-1993        | 1992-1993        | 116e    | 18      | 44e    | 18     |

### Championnats de France

#### Élite
| Édition / Epreuve                        | Descente | Super G | Slalom géant | Slalom | Combiné |
| ---------------------------------------- | -------- | ------- | ------------ | ------ | ------- |
| Championnats 1991 Méribel / Les Menuires |          |         |              | Or     |         |